# Schloßberg
El Schloßberg o Schlossberg (en català «Castell del Pujol») es troba envoltat per un pujol revestit d'arbres, i és el lloc d'una fortalesa realitzada en dolomia al centre de la ciutat de Graz, a Estíria, Àustria a la vora del riu Mura, estenent-se a 123 metres per sobre de la Plaça de Graz.
Actualment el pujol és un parc públic de la ciutat, permetent obtenir grans vistes de la mateixa. Aquí es troben múltiples llocs d'oci, tals com a bars i restaurants, i és administrada per l'empresa Holding Graz, que es dedica als serveis públics de la ciutat.

## Història
En el lloc s'han trobat evidències d'assentaments humans al segle viii aC. L'any 1125, el castell romànic fou construït sobre la pedra nua, la qual cosa després li donaria el seu nom a la ciutat de Graz, ja que en eslovè «Gradec» significa «Petit Castell». Amb el temps, el castell s'ampliaria amb estil gòtic segons els plànols de Domenico dell'Allio després de 1544, convertint-se en una fortalesa renaixentista de gran abast.
La fortalesa figura en el Llibre Guinness pel rècord de ser la més forta de totes.
Napoléon Bonaparte va intentar sense èxit conquistar-la al segle xix, tan sols quan va ocupar en 1809 la ciutat de Viena i va amenaçar amb la seva destrucció, va extorquir als habitants de Graz i gairebé va arrasar per complet totes les fortificacions. En aquell moment, només van sobreviure la torre del rellotge i el campanar per intervenció dels habitants de Graz.
Trenta anys més tard, Ludwig Freiherr von Welden va començar la transformació de la vella fortalesa en el pujol en un jardí romàntic amb nombrosos camins de senderes i algunes plantes que van prosperar a causa del clima relativament suau de Graz.
Durant la Segona Guerra Mundial, els túnels subterranis van ser estesos a 6,3 quilòmetres, amb vint entrades i 12 mil quilòmetres quadrats van ser construïts per treballadors forçats a l'interior de la muntanya. Així es va convertir en un centre de comandament i refugi antiaeri per unes 40 mil persones.
Actualment és un dels llocs protegits per la UNESCO, sent el cinquè d'Àustria, pertanyent al Centre històric de Graz.

### Llegenda
Segons la llegenda, el diable seria el responsable de la formació del Schloßberg, qui li hauria promès al poble de Graz protecció a canvi de les primeres ànimes que pugessin a la muntanya més alta. Els habitants van decidir escollir a una persona, llavors el diable es va dirigir volant cap a l'enorme roca.
Quan el dimoni va tornar, es va adonar que al poble hi havia una enorme processó que va reconèixer com a part del Diumenge de Pasqua. No tenint aquell dia poder sobre el poble, ni tan sols va poder obtenir aquella preuada ànima. Enfuriat, va llançar la roca sobre la ciutat que es va dividir en dues parts, la major de les quals es convertiria en el pujol del castell i la menor, alberga el calvari.

## Arquitectura

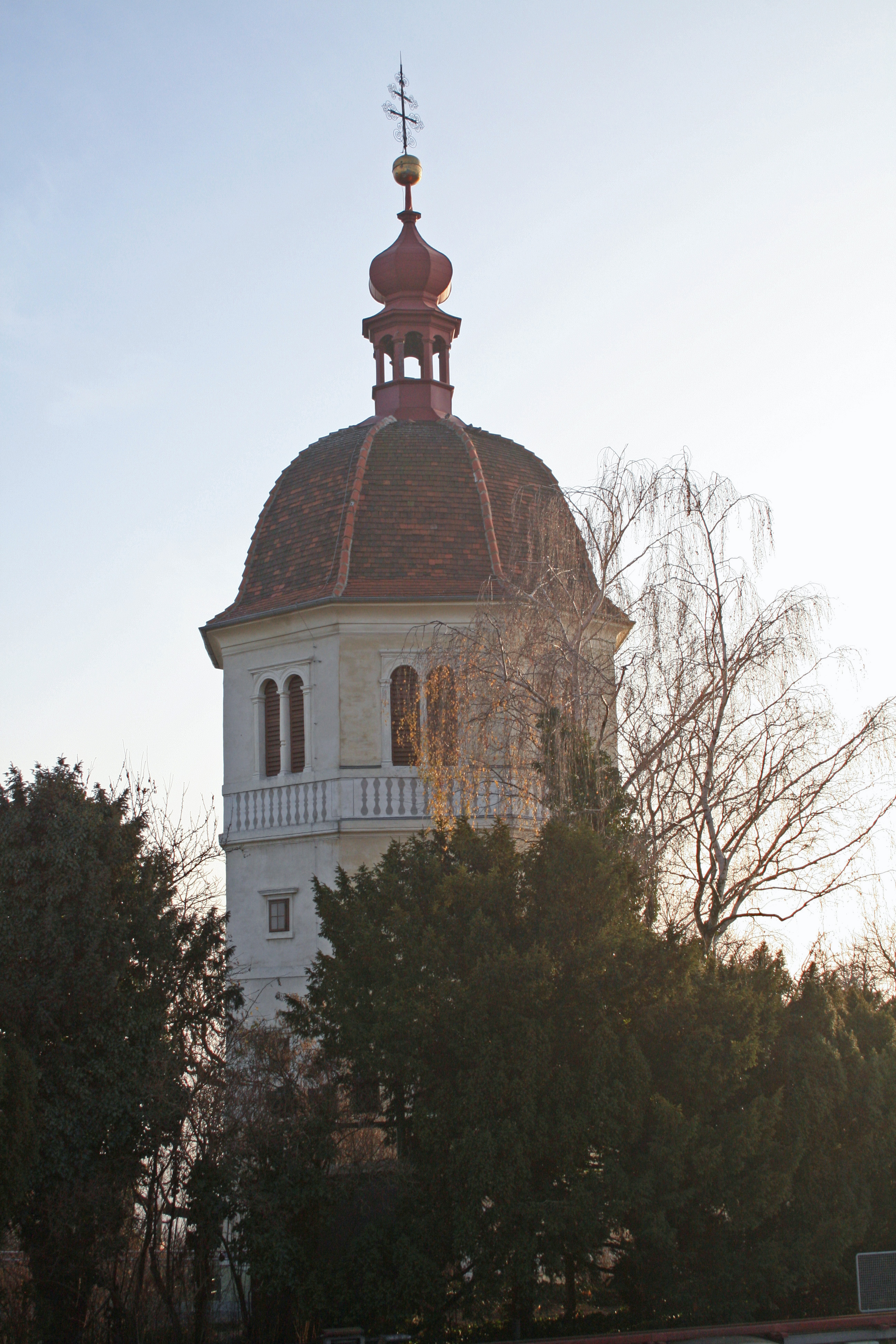
Torre del campanar.

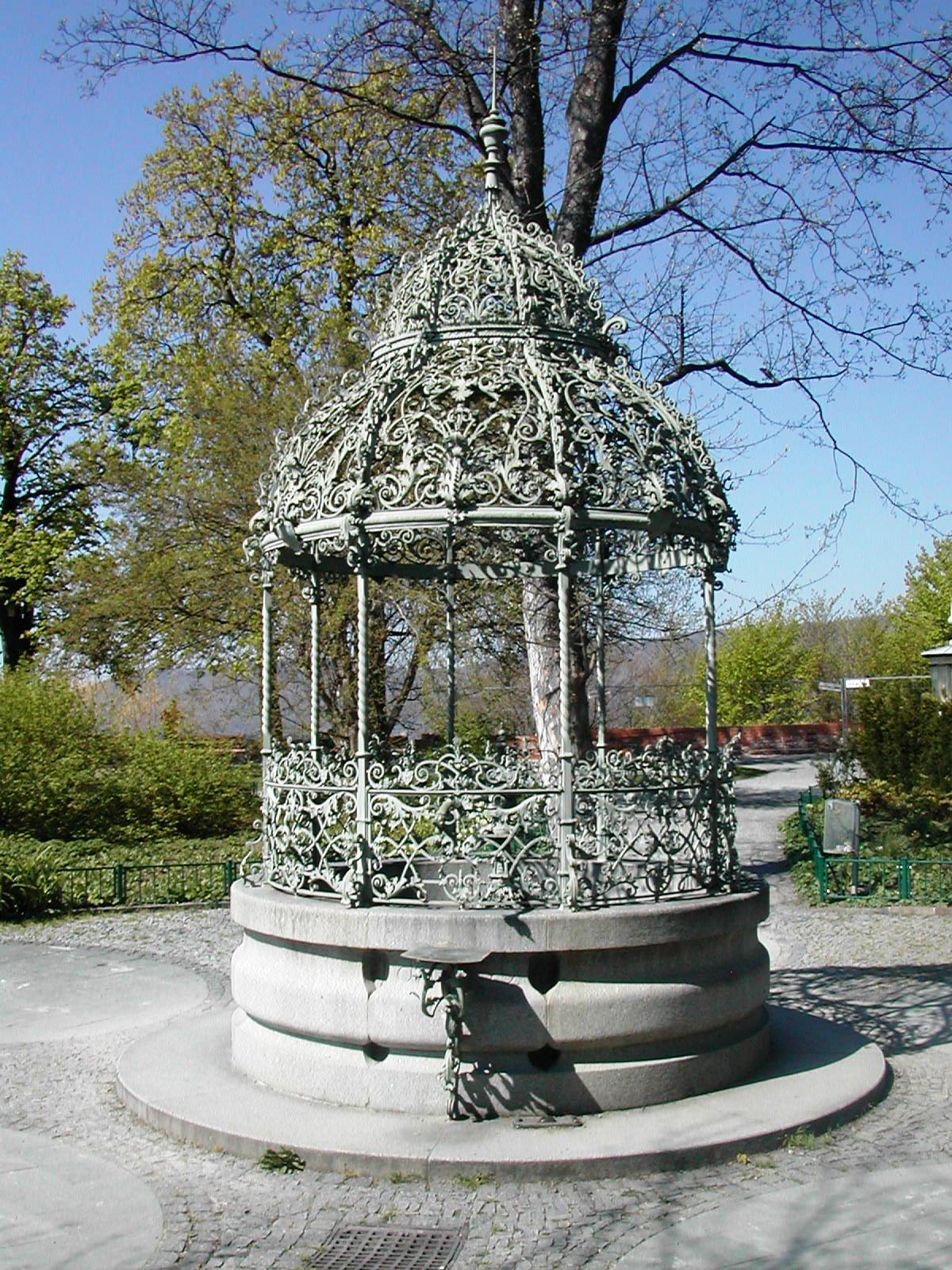
Cisterna al castell.

El Schloßberg es compon per diverses parts ben diferenciades, construïdes en diferents èpoques dins del domini del castell.

### Campanar
El campanar (en alemany Glockenturm) és una figura octogonal de 34 metres, que fou construït l'any 1588 per l'arxiduc Carles II d'Estíria. En el seu interior es troba la tercer campana més gran de tota Estíria, fosa l'any 1587 per Mert Hilger i anomenada «Liest» amb un diàmetre de 1,97 metres i un pes de 4 633 quilograms. La campana sona tots els dies a les 7, 12 i 19 hores amb 101 cops, segons s'explica perquè la campana va sobreviure a 101 bales de canó dels turcs.

### Cisterna
La cisterna fou construïda per Domenico dell'Allio entre 1544 i 1547 per obtenir aigua de pluja segons els plans de Lazarus von Schwendi, sent una de les construccions més grans del seu tipus amb 16 metres de profunditat i cinc calderes disposades en un cercle amb un diàmetre de 3,6 metres amb una capacitat de 900 mil litres. Els sostres de les cases veïnes proveeixen de l'aigua filtrant-se i recollint-se de forma interconnectada i que actualment funciona com a reserva antiincendis. Coronada per una font de pedra l'any 1739, unida per una glorieta de l'any 1897 que li dona la seva forma actual.